# Arde Outra Vez
Arde Outra Vez é uma canção escrita e gravada pelo cantor Thalles Roberto.
A canção faz parte do DVD Duplo “Uma História Escrita pelo Dedo de Deus” lançado em 2011 pela Graça Music e do DVD “Na Sala do Pai” lançado em 2009. Este DVD Duplo de Thalles, tem quatro faixas inéditas e seis regravações, atualmente é um dos mais vendidos do Brasil. A Canção se tornou ainda mais conhecida por ter vários intérpretes, como a cantora Ivete Sangalo, a cantora também publicou em seu Twitter que se emocionou enquanto assistia ao DVD do cantor e indicou o artista para seus mais de 6 milhões de seguidores.
"A canção começa em um estilo MPB, e já demostra a beleza da voz do cantor no início da canção. A letra da canção, de extrema criatividade, fala de arrependimento pelos pecados passados, e pede um renovo espiritual. Em seguida, o ritmo da canção fica mais rápido e cativante, mudando o instrumental por completo, com Deus respondendo o pedido".
"Arde Outra Vez" é uma das canções que pôs o cantor dentre o cenário evangélico brasileiro.